# 黑叶山柑
黑叶山柑（学名：Capparis sabiaefolia）为山柑科山柑属的植物。分布在泰国、印度、缅甸以及中国大陆的云南等地，生长于海拔320米至1,400米的地区，常生于山谷阴湿灌丛、山坡和林中，目前尚未由人工引种栽培。